# Zuca Sardan
Zuca Sardan, nome literário de Carlos Felipe Alves Saldanha (Rio de Janeiro, 18 de agosto de 1933) é um poeta, escritor, desenhista e diplomata brasileiro. É um dos representantes da poesia marginal brasileira da década de 1970. Sua obra é marcada pela irreverência e pela ironia.

## Biografia
Saldanha nasceu no Rio de Janeiro, filho do artista plástico Firmino Saldanha. Começou a seguir a carreira de pintura, mas inspirado no filme Orfeu de Jean Cocteau decidiu tornar-se "um famoso poeta surrealista desconhecido", em suas palavras. Nos anos 1950, publicou folhetos mimeografados ("spholhetos") de pequena tiragem com suas poesias. Mais tarde, adotaria o xerox.
Saldanha formou-se em Arquitetura pela Universidade do Brasil, em 1956. Entre 1963 e 1965 fez o curso preparatório de diplomata no Instituto Rio Branco. Serviu como diplomata na Argélia, República Dominicana, Estados Unidos, União Soviética, Holanda e Alemanha, onde radicou-se em Hamburgo.
Saldanha participou em 1976 da coletânea "26 Poetas Hoje", juntamente com nomes como Ana Cristina César, Cacaso, Geraldo Carneiro, Chacal, Waly Salomão e Torquato Neto.
O artista assinava suas obras como Carlos Saldanha, depois como Zuca Sardana, tendo finalmente adotado o nome Zuca Sardan em 1993, com a publicação de "Osso do Coração".

## Obras publicadas em livro
- 1976- 26 poetas hoje (coletânea- org. de Heloísa Buarque de Hollanda)  (Editora Aeroplano)
- 1993- Osso do coração  (Ed. da Unicamp)
- 1994-Ás de Colete (Ed. da Unicamp)
- 2004- Babylon (Companhia das Letras)
- 2013- Ximerix (Cosac Naify)
- 2014- Voe no Zeplin (Maria Papelão)
- 2015 - Xorok Kopox (Vento Norte Cartonero)